# 黄胄
黃胄（1925年3月31日—1997年4月23日），原名梁淦堂，字映齋，筆名黃胄、梁叶子、苗迪、梁蓬、梁泉等，其中以黃胄最為知名，因此又被稱為梁黃胄。河北蠡縣人，中國畫家、社會活動家、收藏家，長安畫派代表人物之一。曾為中國美協常務理事、中國畫研究院副院長、北京炎黃藝術館館長。師從趙望雲。
黃胄擅於畫新疆人物、動物，人民生活與風景之美。繪畫走獸極富生氣，尤其擅長畫毛驢與駱駝。

## 生平
1925年3月31日出生于河北省蠡县梁家庄，因其父四十多岁方得此子，取乳名“老傻”，以求平安。1933年随母亲到陕西宝鸡上小学。1939年黄胄随母亲和姐姐逃难到宝鸡，在宝鸡纺纱厂办的惠工中学读书。初中时的体育比赛中，他获得一面上面写着“炎黄之胄”的锦旗。经语文老师讲解后，遂取笔名黄胄。1941年因父病而辍学。
1943年夏拜画家赵望云为师，1944年随画家韩乐然在秦川旅行写生。1945年用“黄胄”笔名第一次在《西安夜报》上发表鲁迅小说《示众》插图。后赵望云介绍他去河南开封《民报》社工作，赵望云好友傅恒书任《民报》社长。期间，他创作《负荷》等漫画作品，受到好评。结识了姚雪垠、刘砚和旅美画家司徒乔等人。
1946年河南黄泛区写生。1947年任《雍华》杂志编辑，在第八期以笔名“梁叶子”撰文《画家与时代》，撰文道：“要做一个新时代的画家，只是会追求与开创自己的美的道路，只是自己吃饱了饭便忘了那些没有吃饭的同胞是不够的，他是应当和别的艺术一样，永远站在时代的前端，不是同样的可视为时代的号角与黎明的晓钟吗？”
1948年，《雍华》杂志因经费困难，被迫停刊，共出十期。后随赵望云到青海祁连山、新疆乌鲁木齐等少数民族地区旅行写生，画了大量当地民族风俗生活作品。1949年5月参加中国人民解放军，在西北军区做美术工作。1950年至1954年兼任西北师范学院美术系创作课讲师，1954年与郑闻慧结婚。1951年在《战士读物》社工作。徐悲鸿在《新建设》杂志发表《新中国一年来美术上之成就》，文中提到西北的石鲁和黄胄，称赞“二人皆在盛年，前途未可限量。”1955年春调到北京总政治部文化部创作室任创作员。
1956年作《歇晌》，表现农家妇女割麦歇晌时平静幸福的劳动生活。又作《金色的道路》，表现藏族人民在青藏公路边，支起帐篷为筑路的解放军献上一碗碗酥油茶，后此作由人民美术出版社出版成年画。同年秋，以记者身份参加中央和解放军组成的赴新疆慰问团，作《春节劳军图》。后继续在北疆、南疆等地区采访写生半年。1957年《洪荒风雪》获第六届世界青年与学生和平友谊联欢节金质奖章。1958年《赶集》获第七届世界青年联欢节铜质奖。1959年调到军事博物馆任美术创作员。1960年7月，受命到四川金沙江畔基层部队下连队当兵锻炼一年。期间常去营外藏族牧区，了解牧民生活。
1961年为堂兄梁斌小说《红旗谱》收集插图形象。先后为人民文艺出版社和中国青年出版社各画出一套插图。7月底，受命以随军记者的身份，与同道赴福建边防战斗前线，深入边境海岛采访写生四十余天，画了大量表现海防前线军民联防战斗生活的画作。返京后，与同道举办联展。他作的《女民兵》、《炊事员》等得到好评。1962年作《祖国的眼睛》，后更名为《巡逻图》。《巡逻图》被国防部作为国礼送给胡志明。同年秋，受命赴中印边境自卫反击战前线做随军采访。期间作《奔腾急》，送给了人民美术出版社社长邵宇。在后来黄胄创建炎黄艺术馆时，邵宇又捐赠给了炎黄艺术馆。
1963年，人民美术出版社出版《黄胄作品选集》。这是他的第一本画册，邓拓在《人民画报》第九期撰文《黄胄作品中的“三新”》，提出黄胄作品有“人物新、意境新、手法新”的特点。同年，第四次去新疆访问写生。1964年以革命历史题材作《井冈山第一面红旗》《谈心》《亲人》等。
1966年至1972年因文化大革命而被迫搁笔。1976年11月至1977年2月为周恩来纪念馆创作《鞠躬尽瘁为人民》。1978年夏，带病为国家领导人访问南斯拉夫创作国礼《松鹰图》。为邓小平访问日本创作《百驴图》，作为国礼赠送裕仁天皇。1979年8月带病赴新疆作第五次访问、写生。
1980年参加主持中国画研究院筹备工作，任中国画研究院常务副院长。先后为钓鱼台、中南海、人民大会堂等处作画二百余幅。1987年10月立项建炎黄艺术馆并担任筹备处主任。1988年12月为炎黄艺术馆募集资金，建立了黄胄美术基金会，并担任第一届会长。1991年9月28日，炎黄艺术馆正式成立，任炎黄艺术馆馆长。先后任全国政协委员、常委，书画室主任，中国美术家协会常务理事。
1997年4月23日逝世。

## 作品
出版有《黄胄作品集》，理论文集有《黄胄谈艺术》、《黄胄书画论》等。繪畫作品有《画家与时代》《爹去打老蒋》《人畜两旺》《苹果花开的时候》《打马球》《在战火燃烧过的地方》《金色的道路》《春节劳军图》《洪荒风雪》《赶集》《我爱北京天安门》《女民兵》《炊事员》《巡逻图》《藏童上学》《井冈山第一面红旗》《谈心》《亲人》《松鹰图》《百驴图》等。

## 作品拍卖情况
黃胄1987年作《駱駝背上的小學生與父親》，充分表現了人物的形象；其姊妹作《駝背上的小學生》曾在北京保利國際拍賣有限公司2011年6月4日的2011年春季拍賣會中售出高價。
2011年，黃胄獲列名世界拍賣收入記錄第13名寶座，黃胄因此成為享譽世界的著名畫家之一。

## 外部連結
- 2011年列名世界拍賣收入記錄第13名的中國畫家黃胄 Huang Zhou 黄胄的名畫作品。[永久]
- 2011年列名世界拍賣收入記錄前15名的中國畫家名單已公佈 - 第13名為黃胄 Huang Zhou 黄胄